# Сольхан
Сольхан (тур. Solhan) — город в провинции Бингёль Турции. Его население составляет 14,005 человек (2009). Высота над уровнем моря — 1022 м.